# Джордж Удні Юл
Джордж Удні Юл (англ. George Udny Yule; 18 лютого 1871 — 26 червня 1951) — шотландський статистик, один із засновників аналізу часових рядів. Найбільше відомий завдяки розподілу Юля-Саймона.

## Біографія
Народився в Моремі, недалеко від шотландського містечка Хаддінгтон. Його батько, Джордж Юл (1813—1886) був старшим братом відомого сходознавця Юла Генрі (1820—1889). Навчався в Університетському коледжі Лондона, в числі його вчителів був математик Карл Пірсон. У 1893 році почав працювати під керівництвом Пірсона, під впливом останнього зайнявся статистикою. У 1912 році перейшов на роботу в Кембриджський університет. У 1931 році пережив серцевий напад, що послужив причиною зниження наукової діяльності та виходу вченого на пенсію.
Член різних наукових товариств, зокрема Королівського статистичного товариства, в 1924-26 його президент.

## Головні праці
- Yule, G. U. (1896). On the Significance of Bravais' Formulae for Regression, &c., in the Case of Skew Correlation. Proceedings of the Royal Society of London. 60 (359–367): 477—489. Bibcode:1896RSPS...60..477U. doi:10.1098/rspl.1896.0075.
- Yule, G. U. (1900). On the Association of Attributes in Statistics: With Illustrations from the Material of the Childhood Society, &c. Philosophical Transactions of the Royal Society A: Mathematical, Physical and Engineering Sciences. 194 (252–261): 257—319. Bibcode:1900RSPTA.194..257Y. doi:10.1098/rsta.1900.0019.
- Yule, G. U.; Pearson, K. (1901). On the Theory of Consistence of Logical Class-Frequencies, and Its Geometrical Representation. Philosophical Transactions of the Royal Society A: Mathematical, Physical and Engineering Sciences. 197 (287–299): 91. Bibcode:1901RSPTA.197...91Y. doi:10.1098/rsta.1901.0015.
- Yule, G. U. (1902). Mendel's Laws and their probable relations to inter-racial heredity. New Phytologist. 1 (10): 226—227. doi:10.1111/j.1469-8137.1902.tb07336.x. Архів оригіналу за 29 серпня 2017. Процитовано 28 серпня 2020.
- Yule, G. U. (1907). On the Theory of Correlation for any Number of Variables, Treated by a New System of Notation. Proceedings of the Royal Society A: Mathematical, Physical and Engineering Sciences. 79 (529): 182—193. Bibcode:1907RSPSA..79..182Y. doi:10.1098/rspa.1907.0028. hdl:2027/coo.31924081088423.
- Yule, G. Udny. Introduction to the Theory of Statistics London Griffin 1911.
- Yule, G. U. (1927). On a Method of Investigating Periodicities in Disturbed Series, with Special Reference to Wolfer's Sunspot Numbers. Philosophical Transactions of the Royal Society A: Mathematical, Physical and Engineering Sciences. 226 (636–646): 267—298. Bibcode:1927RSPTA.226..267Y. doi:10.1098/rsta.1927.0007.